# いすゞ・TS/TW

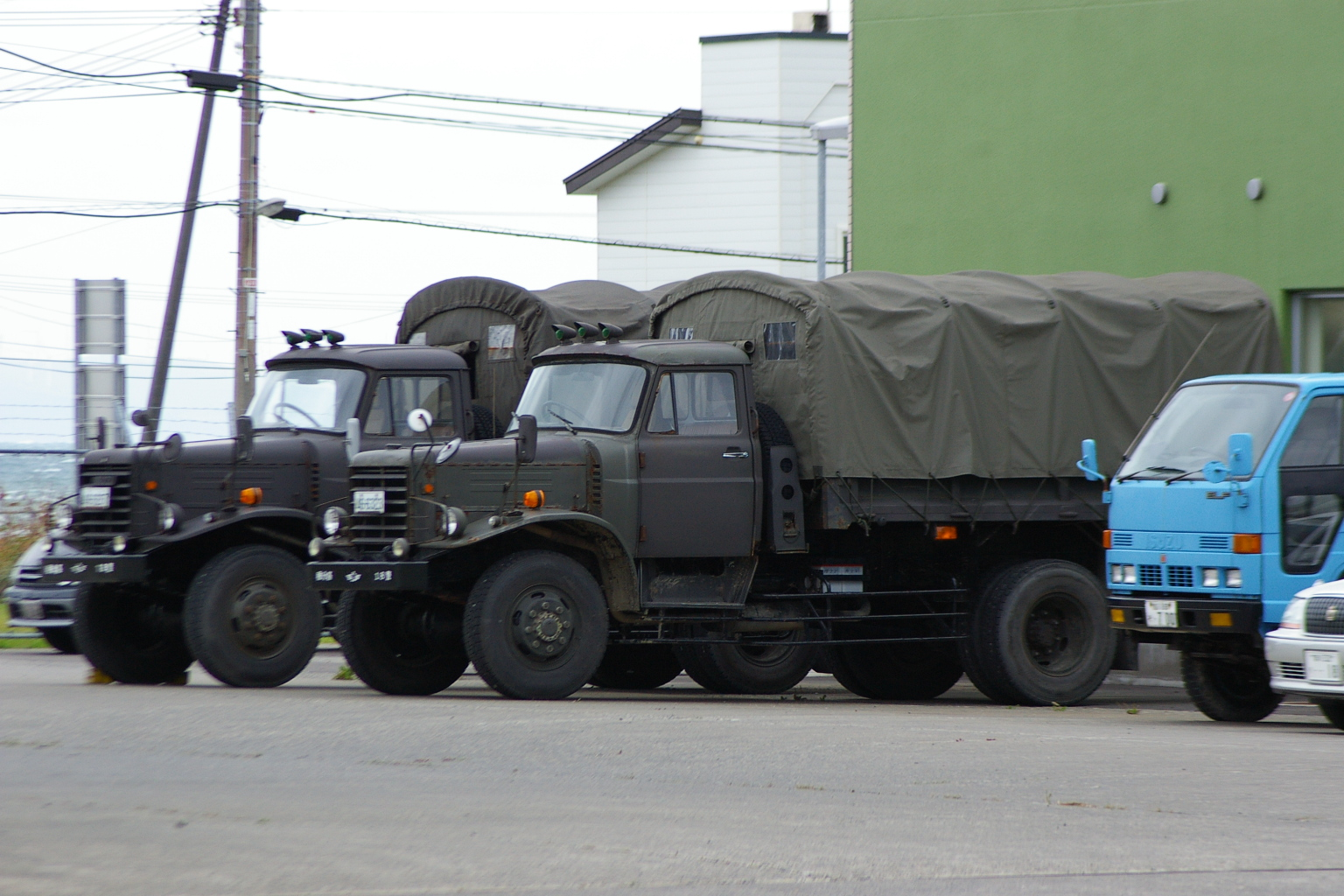
TSD防衛庁仕様
（航空自衛隊の2トン半トラック）

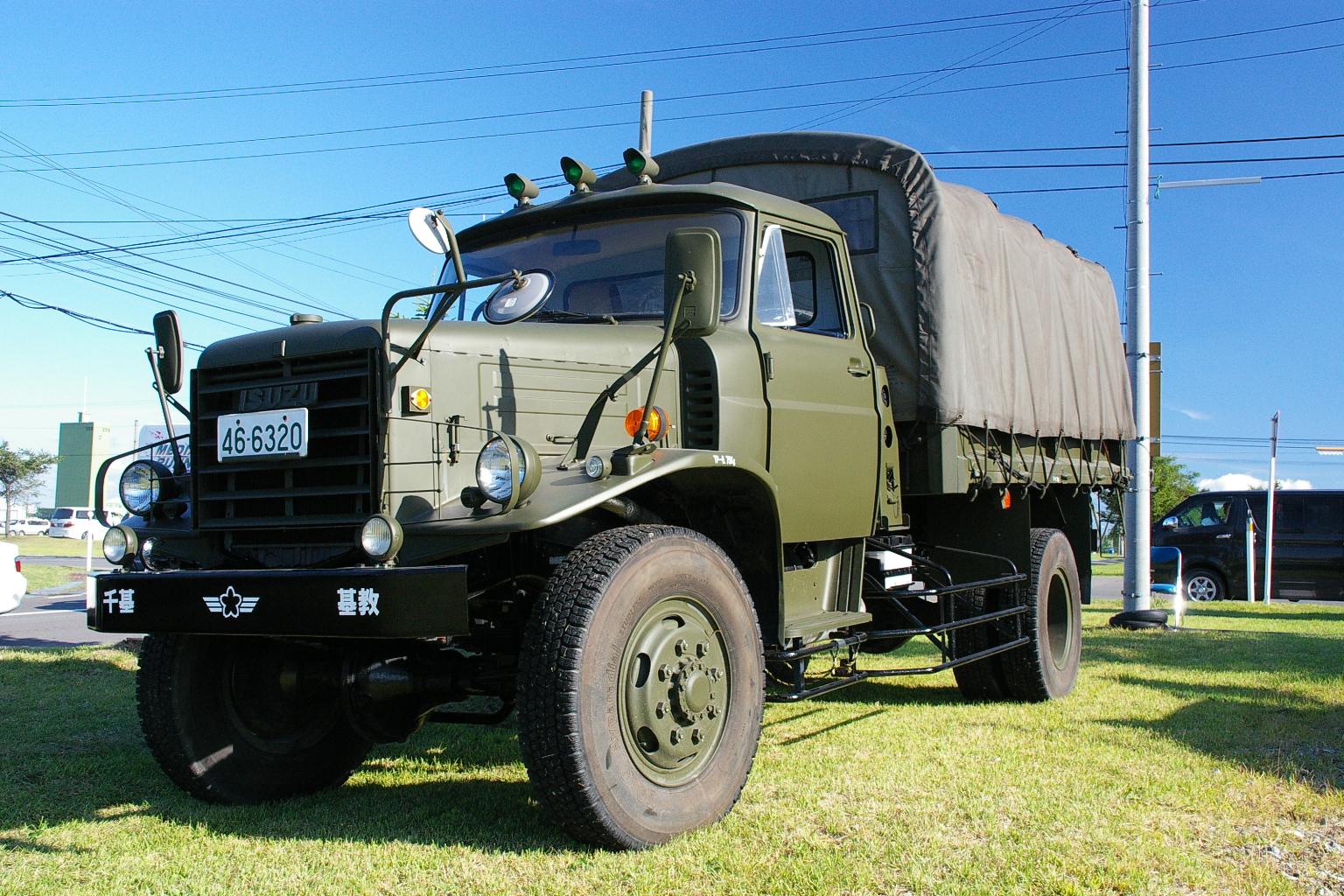
航空自衛隊2トン半トラック

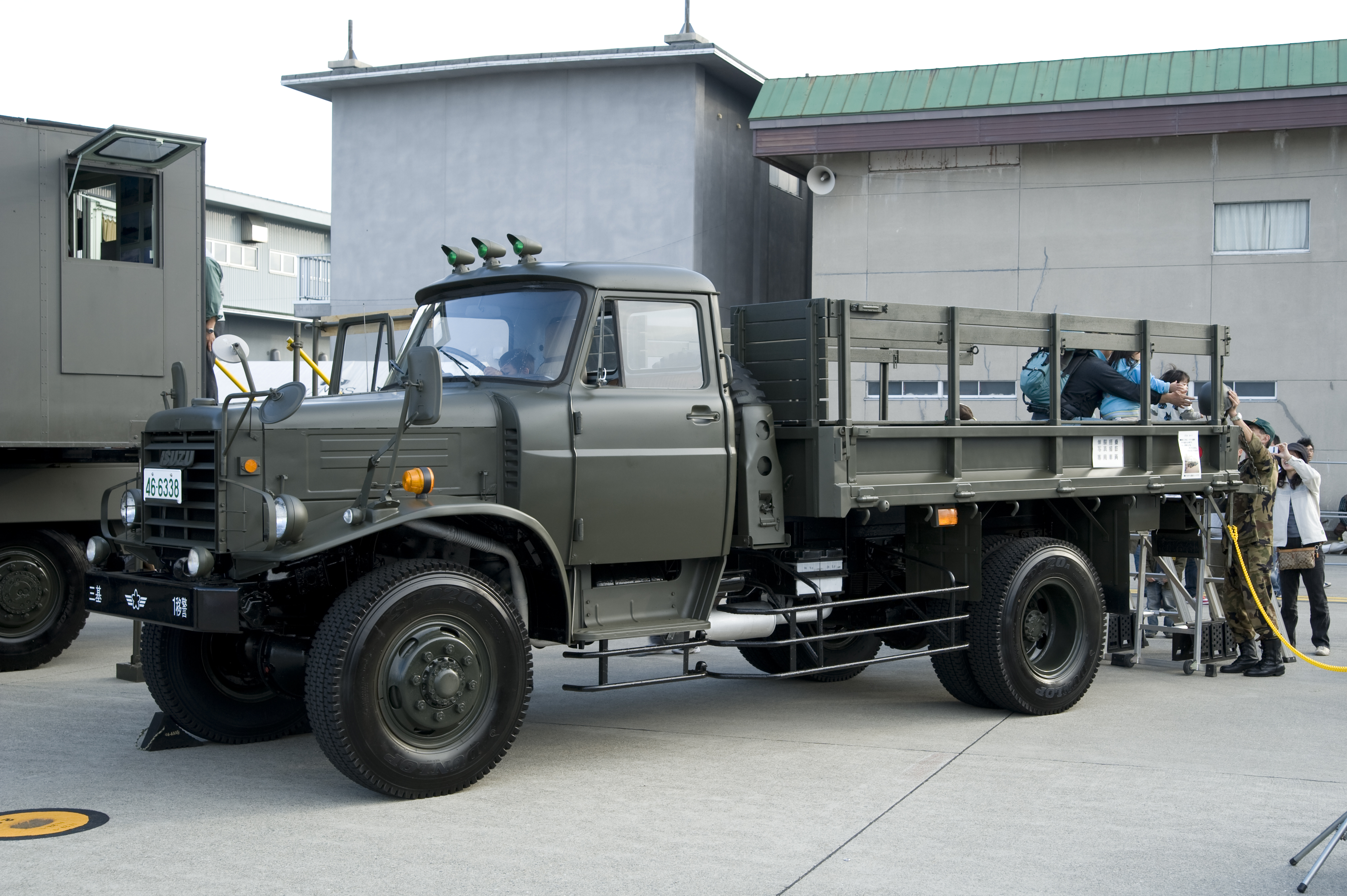
航空自衛隊2トン半トラック

TS/TWとは、かつていすゞ自動車が製造していた全輪駆動のトラックである。

## 概要
1951年（昭和26年）に警察予備隊の誕生や大規模な開発工事が本格化し、不整地走行に適したトラックが求められた時代の流れを受け、開発された。その後も除雪や電源開発工事、木材輸送など、山間の悪路、砂地、泥濘地等を自在に走行することの出来る強力な駆動力が必要となる業種から一定の需用があったため、1993年（平成5年）まで（民生用は1986年まで）フルモデルチェンジすることなく生産された。本車種は日本における最後のボンネットトラックとなった。
- バスボディを架装したTS系は いすゞ・BX#トラックベースのバスを参照

## 歴史
- 1951年5月 - 登場。TS11/21,TW11/21 6x6 6輪駆動モデル。11はディーゼルで21はガソリン。TW11/21をキャブオーバーに変更したTX-W型も後で追加される→後の'63TXD-A型
- 1960年 - TS*542/543 4x4 4t積が542,5t積が543。*はDがディーゼル、Gがガソリンとなる。キャブの形状が前年にモデルチェンジしたTXと同じになる。
- 1961年 - TW*542 6x6 6t積。
- 1962年 - TWD20 6x6 6t積,TSD40 4x4 5.5t積。
- この系統は後の73式大型トラックやフォワード全輪駆動車へ引き継がれる。
- 1974年 - エンジンやFRトレッドを改良したTW23型登場。
- 1979年 - 昭和54年排ガス規制に適合したTW25型登場。フロントグリルのデザインを横格子にISUZUロゴが入った物に変更。ボンネットサイドのダクト穴廃止。
- 1981年 - TW25型を改良したTW45型登場。
- 1984年6月 - エンジンを改良したP-HTW型登場。6BG1型6.494cc/175ps搭載。昭和58年排出ガス規制適合。
- 1986年 - HTS/HTW型登場。民生用の販売を終了し、自衛隊向けのみとなる。(TSD/TWDの最終型）
- 1993年 - HTS/HTW型生産終了。